# Amit Duvdevani
Amit Duvdevani est un musicien israélien cofondateur et membre du groupe de trance psychédélique (Trance-Goa) Infected Mushroom et anciennement membre d'un groupe de punk rock, né le 7 novembre 1974.